# Димитър Аллахверджиев
Димитър Георгиев Алла̀хверджиев е български геолог.

## Биография
Роден е на 12 август 1876 г. стар стил в Севлиево. През 1898 г. завършва естествена науки в Софийския университет, след което до 1908 г. е асистент. След 1908 г. е учител. Член е на Българското природоизпитателно дружество, Френското геоложко дружество и член-основател на Българското геологическо дружество.
Умира на 4 или 5 април 1948 г. в София.

## Научна дейност
Приносите му са свързани със силурската система в България. По-важни негови научни трудове са:
- Първи находки на пластове от силурската система в България //  Годишник на Софийския университет. Физико-математически факултет. Книга 2; Annuaire de l'Universite de Sofia. Faculte Physico-mathematique. Livre 2 2.   1906. с. 52-60.
- „Принос към изследването на силурската система в България“ (1908 г. на френски език)